# Weidelangpootmug
De weidelangpootmug of moeraslangpootmug (Tipula paludosa) behoort tot de orde van de tweevleugeligen. De weidelangpootmug lijkt veel op de koollangpootmug, maar is daarvan te onderscheiden doordat de vleugels van het vrouwtje van de weidelangpootmug korter zijn dan het achterlijf, bij de koollangpootmug zijn ze langer dan het achterlijf. De weidelangpootmug vliegt nooit in het voorjaar, de koollangpootmug wel. De weidelangpootmug kan bij massaal optreden schade toebrengen aan gazons, waarbij slechte groei optreedt en geelbruine en kale plekken kunnen ontstaan. Ook treedt er veel schade op door vogels die naar de larven (emelten) op zoek zijn.

## Beschrijving
De grijsbruine weidelangpootmug is 1,5-2,5 cm lang. De vleugels van het vrouwtje zijn korter dan haar achterlijf. De langpootmug heeft zeer lange achterpoten. De antennen hebben 14 segmenten waarvan de laatste zeer kort is .
De geslachten zijn uiterlijk door de bouw van het achterlijf te onderscheiden. De mannetjes hebben aan het eind een duidelijke, knotsvormige verdikking, het hypopygium. De vrouwtjes hebben een spits toelopende legbuis.

## Levenscyclus
De weidelangpootmug heeft één generatie per jaar en vliegt in augustus en september. Ze legt haar eieren afzonderlijk. Gazons zijn ideaal voor de afzet van de eieren. In de herfst komen de larven uit de eieren. De grijze larven overwinteren en zijn al in de winter, maar vooral in de maanden april en mei schadelijk. Ze worden later bruinzwart en kunnen tot 4 cm lang worden. De larven voeden zich met rottende plantendelen en tere wortels. ´s Nachts kunnen ze ook aan de bovengrondse plantendelen vreten. Ze verpoppen zich in juni en juli.
De muggen kunnen zich vanwege hun weke monddelen alleen voeden met vloeibaar voedsel zoals nectar.

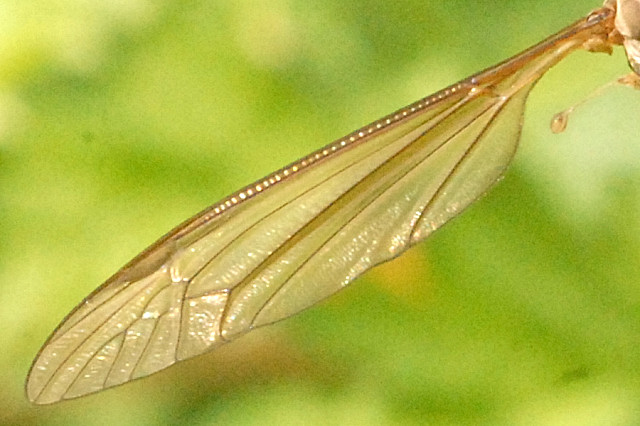
Vleugel van de weidelangpootmug
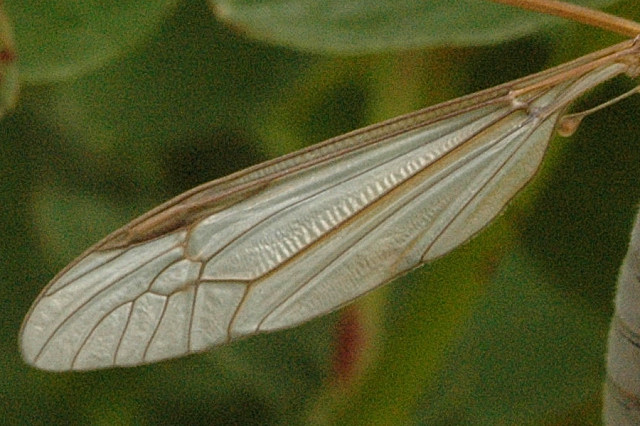
Vleugel van de koollangpootmug

## Foto's

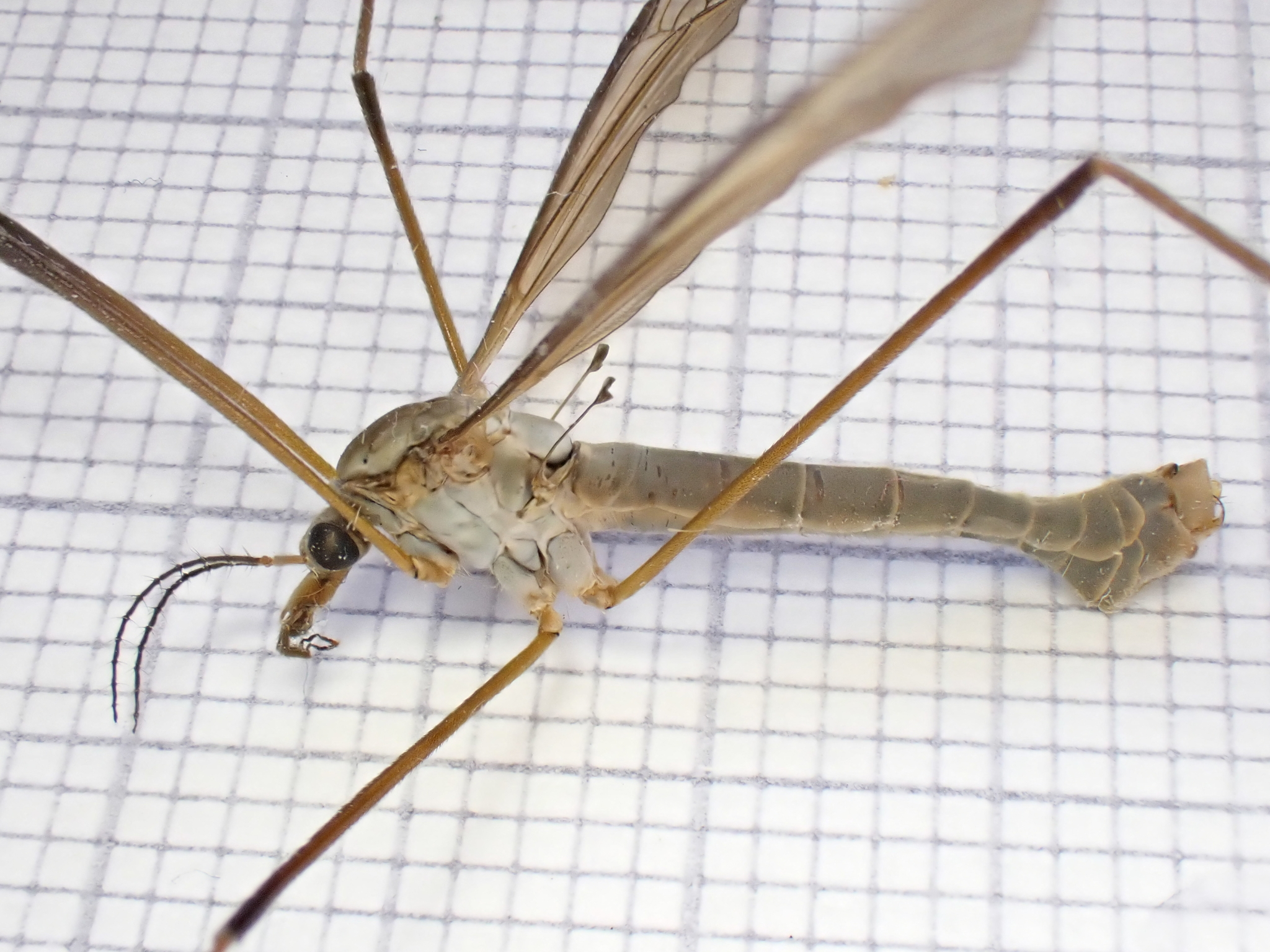
Zijaanzicht
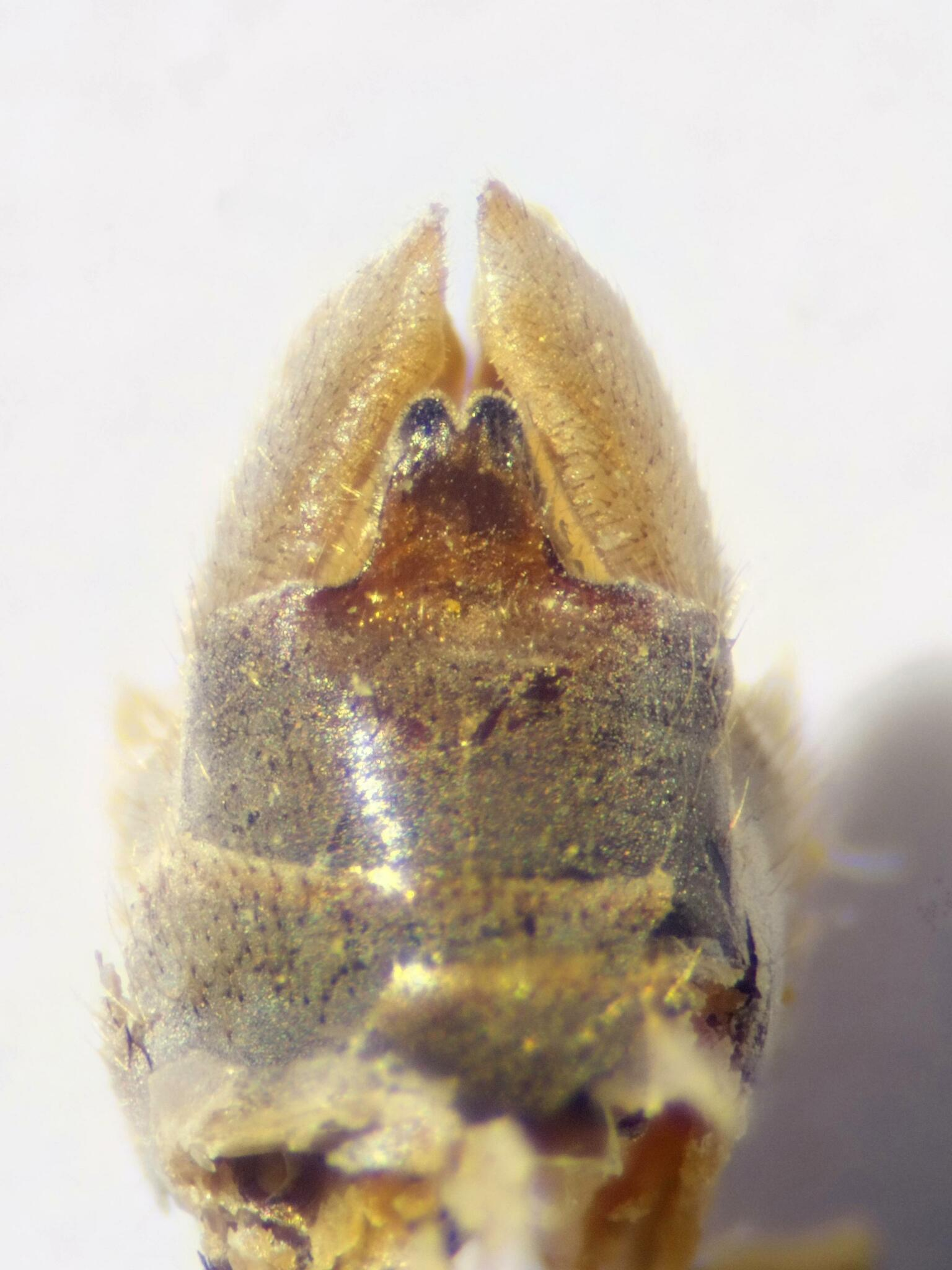
Vrouwtje
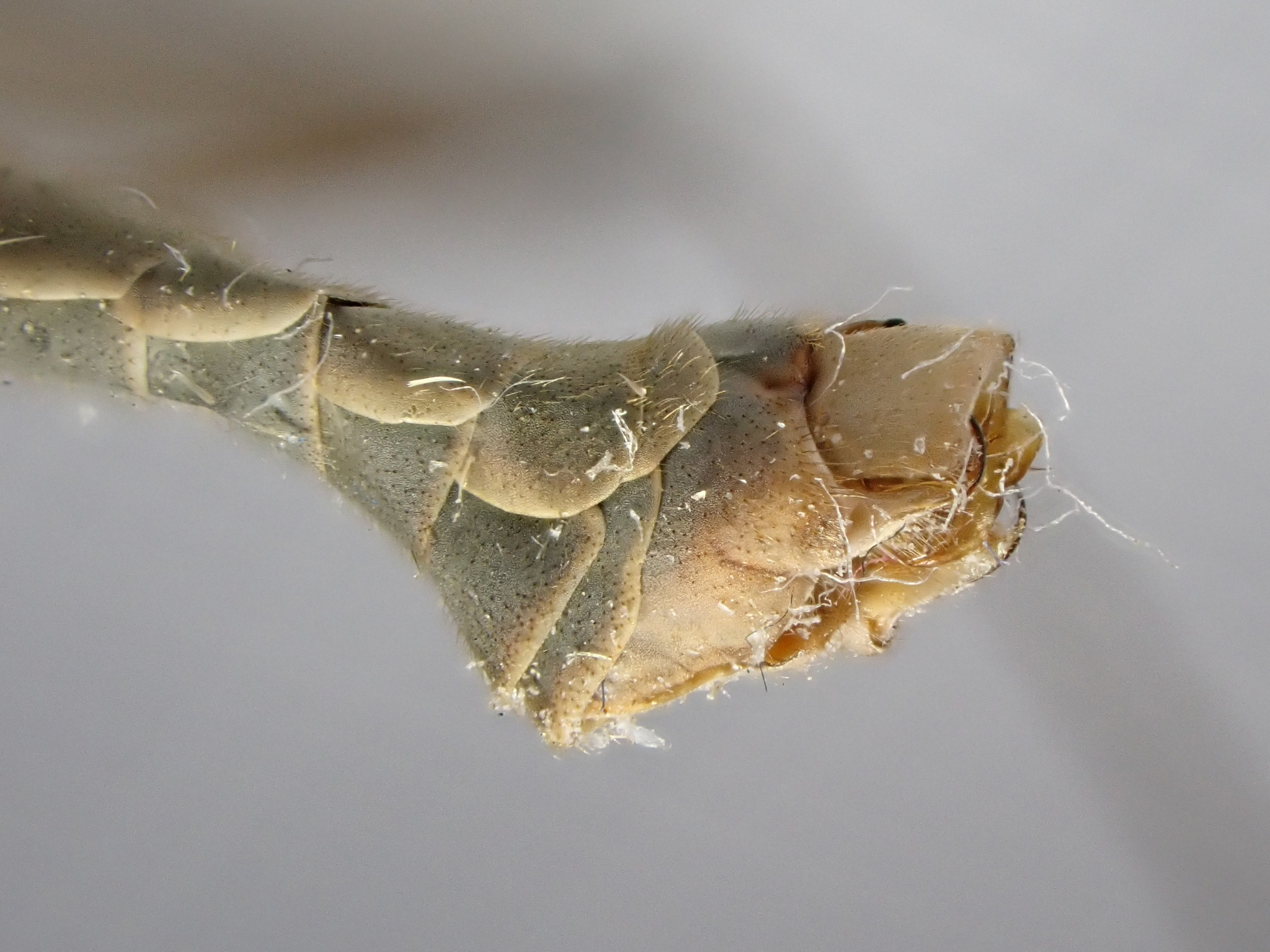
Mannetje